# Saint-Daunès
Saint-Daunès è un comune francese di 224 abitanti situato nel dipartimento del Lot nella regione dell'Occitania.

## Società

### Evoluzione demografica
Abitanti censiti